# Грисхайм
Грисхайм (нем. Griesheim) — город в Германии, в земле Гессен. Подчинён административному округу Дармштадт. Входит в состав района Дармштадт-Дибург.  Население составляет 26 317 человек (на 31 декабря 2010 года). Занимает площадь 21,4083 км². Официальный код — 06 4 32 008.